# Camera Notes

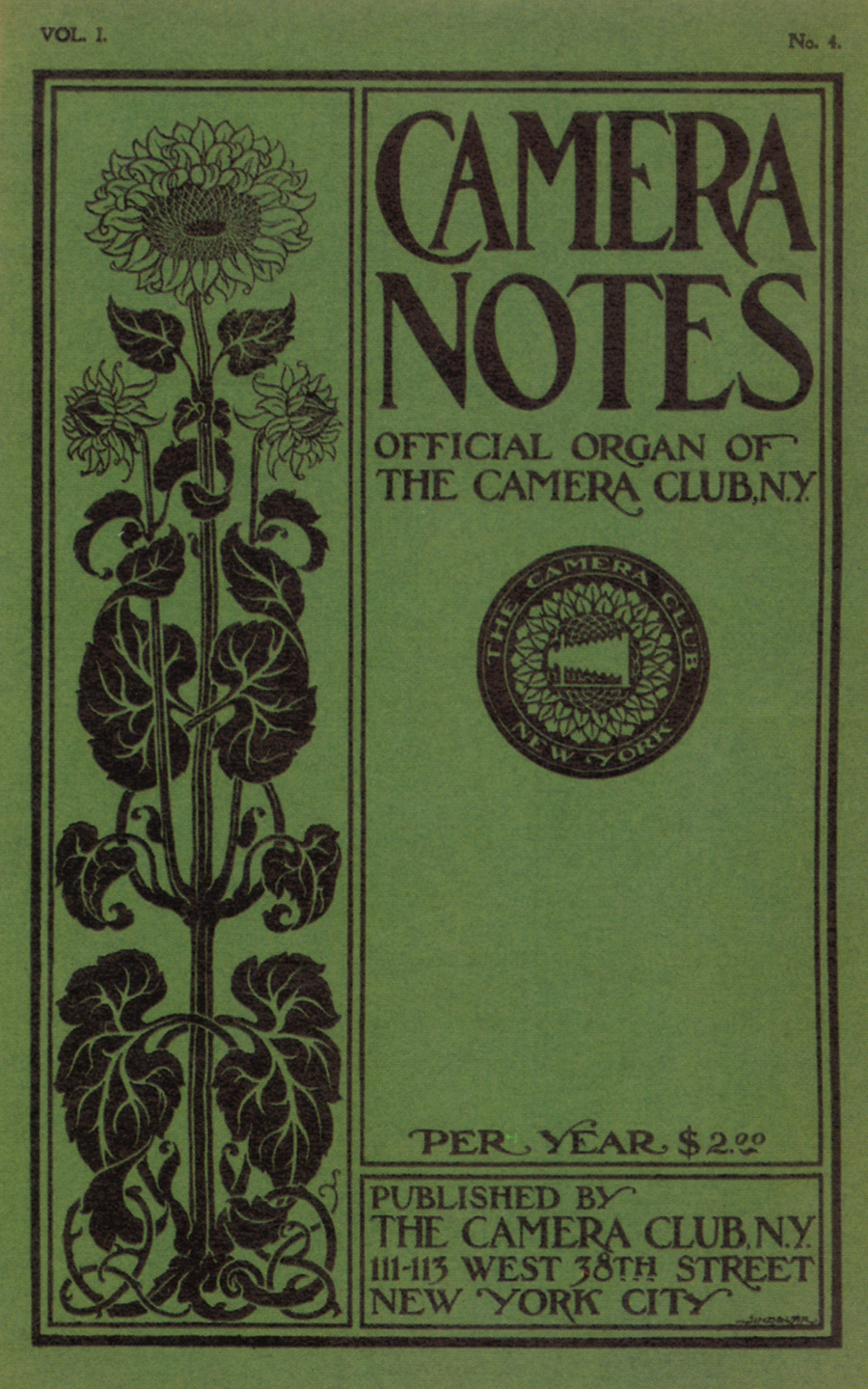
Camera Notes, Vol 1 No 4, 1898. Coverontwerp Thomas A. Sindelar.

Camera Notes was een fototijdschrift, tussen 1897 en 1903 uitgebracht door de "Camera Club of New York". Ten tijde van verschijnen werd het gezien als het belangrijkste fototijdschrift in de Verenigde Staten. De belangrijkste redacteur was Alfred Stieglitz.

## Historie
In september 1894 keerde Alfred Stieglitz terug van een Europese expositietour. Hij had geconstateerd dat de aandacht voor kunstzinnige fotografie in Europa veel groter was dan in Amerika, mede onder invloed van fotoclubs als Linked Ring in Groot-Brittannië en besloot daar iets aan te doen. Hij wendde zich tot de twee belangrijkste fotoclubs in New York, de "Society of Amateur Photographers" en de "New York Camera Club" en wist uiteindelijk te bewerkstelligen dat beide clubs zich samenvoegden, in The Camera Club of New York, met kunstfotografie als missie. Zelf werd hij vicevoorzitter.

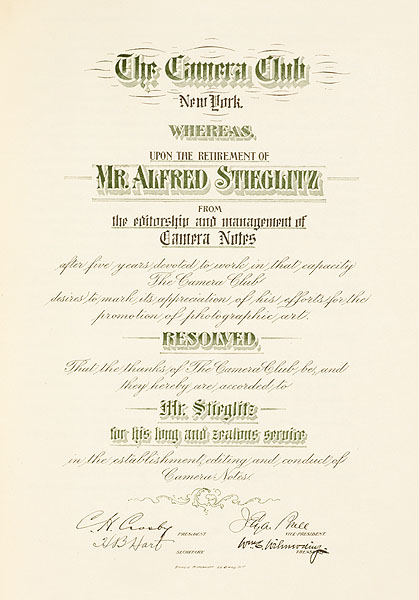
Ontslagbrief Stieglitz, 1902

Een van de eerste activiteiten van Stieglitz was de oprichting van een fototijdschrift, ter promotie van kunstfotografie: Camera Notes genaamd, met hemzelf als hoofdredacteur. Het eerste nummer verscheen in juli 1897. Camera Notes was een tijdschrift waarin essays, kritieken en foto-illustraties samengingen. Stieglitz hield volledige controle op inhoud en productie, zoals hij dat ook later bij andere soortgelijke ondernemingen zou doen. Een van de ideeën die hij steeds weer verkondigde was dat kunstfotografen ook uitgebreid kennis moesten hebben van de belangrijkste kunststromingen, met name in de schilderkunst, zoals het portret- en genreschilderen, impressionisme, realisme en symbolisme. Meer in het bijzonder werd het tijdschrift een platform voor de fotografische kunststroming van het picturalisme.
Camera Notes werd een groot succes in Amerika, maar ook in Europa werd het enthousiast ontvangen. Belangrijke fotografen die werk in het blad publiceerden waren, naast Stieglitz, Fred Holland Day, Frances Benjamin Johnston, Gertrude Käsebier, Rudolf Eickemeyer jr., Joseph Keiley, Hugo Henneberg, William B. Post, James Craig Annan, Frank Eugene, Léonard Misonne, Rose Clark, Eva Watson-Schütze, Clarence H. White, alsook de Franse fotografen Robert Demachy en Constant Puyo.
Nadat Stieglitz in 1902 onder vuur kwam te staan binnen "The Camera Club of New York" vanwege zijn autocratische wijze van leiding geven aan het blad gaf hij het hoofdredacteurschap over aan Juan Abel, startte de fotoclub Photo-Secession en begon in 1903 een nieuw tijdschrift: Camera Work. Met Camera Notes ging het vervolgens snel bergafwaarts, zowel wat de kwaliteit van de artikelen als die van de illustraties betreft, en in december 1903 verscheen het laatste nummer. In de historie van de fotografie is het echter bekend gebleven als het eerste belangrijke fototijdschrift van de Verenigde Staten en een startpunt voor de moderne fotokunst.

## Galerij

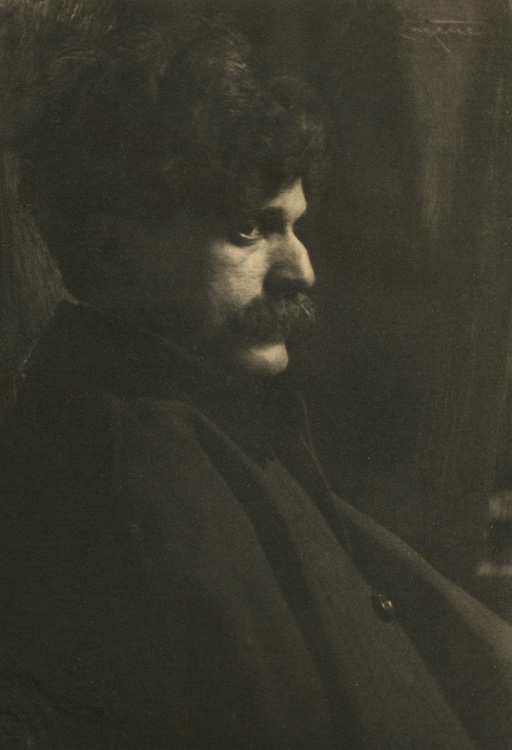
Frank Eugene, Alfred Stieglitz, 1901
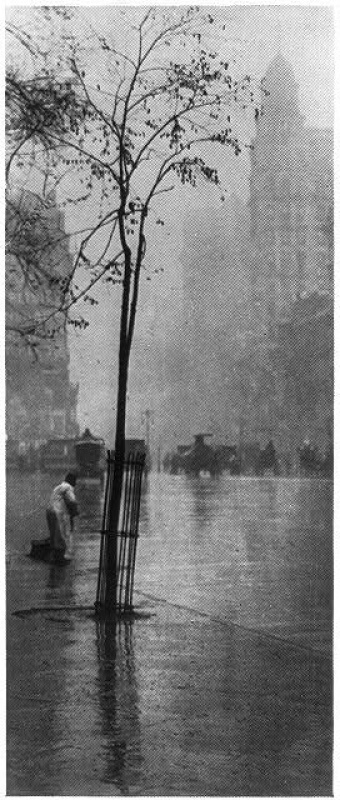
Alfred Stieglitz, The Sweeper, 1902
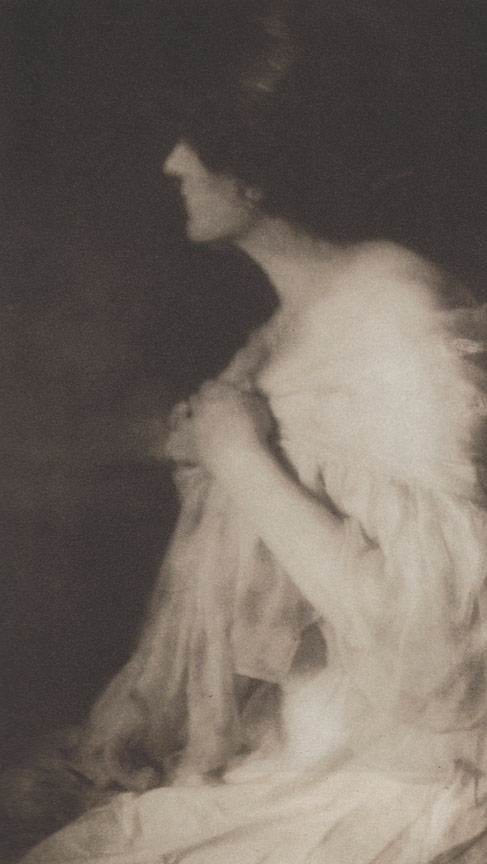
Rose Clark, Portrait of mrs. M., 1900
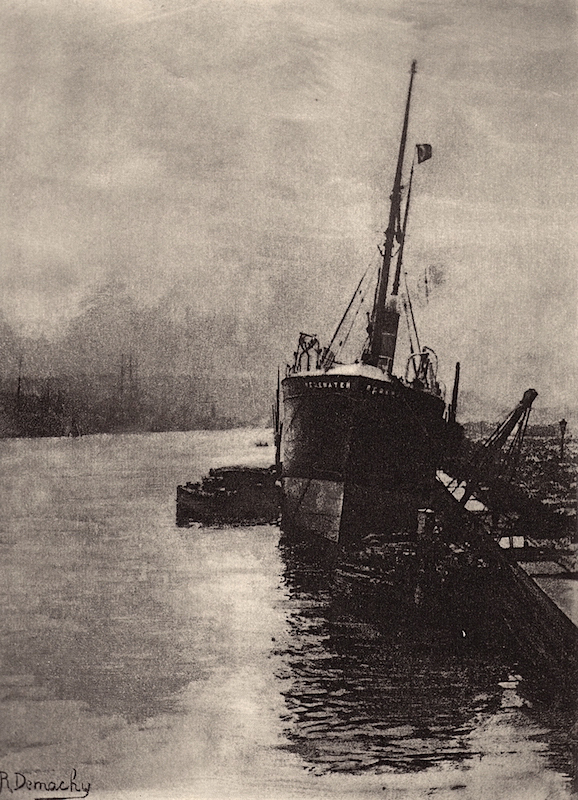
Robert Demachy, Rouen, 1898
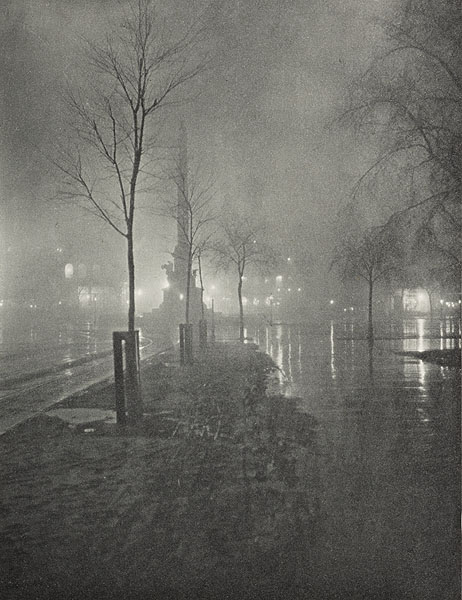
William Fraser, A Wet Night, Columbus Circle, 1899
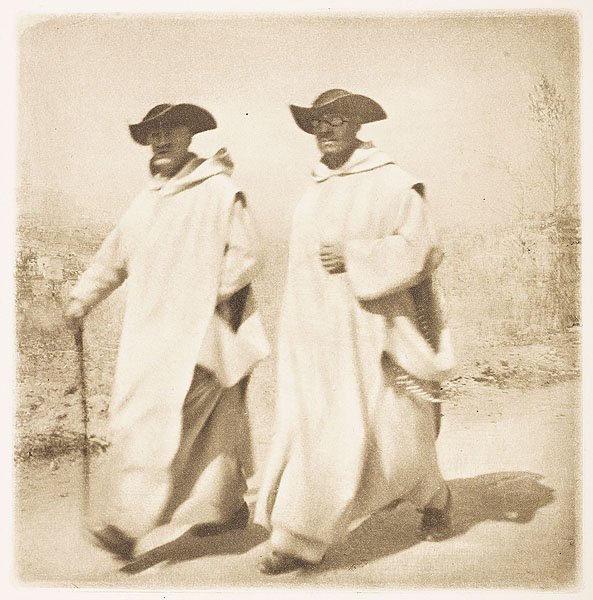
James Craig Annan, Whitefriar Monks, 1901
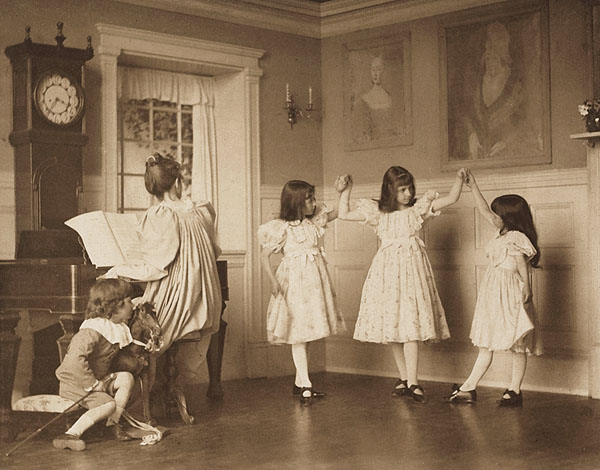
Rudolf Eickemeyer jr., The Dance, 1901
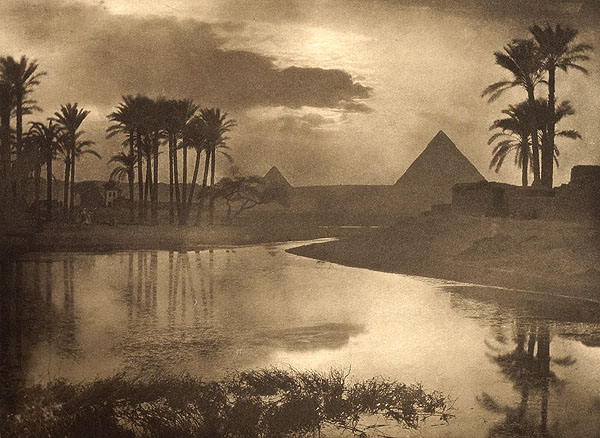
Ernest Ashton, Evening near the Pyramids, 1898
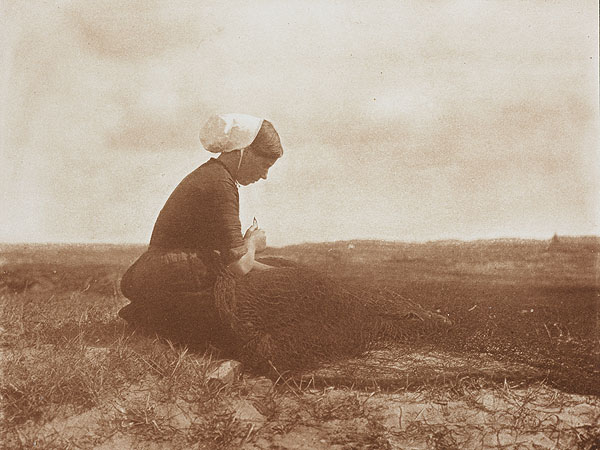
Alfred Stieglitz, Mending nets, 1899
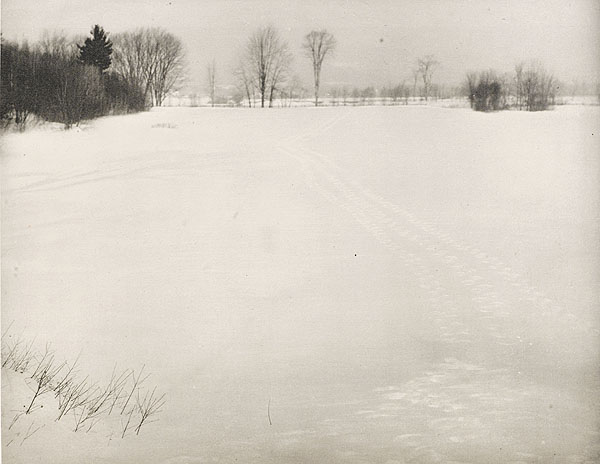
William B. Post, Intervale Winter, 1901
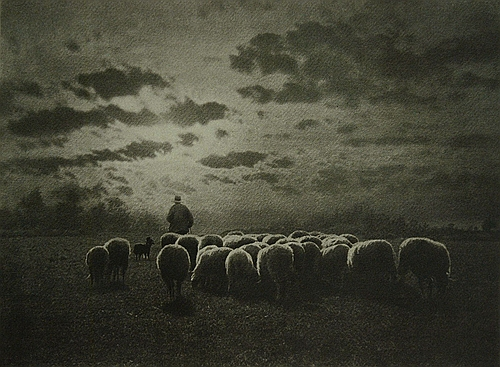
Léonard Misonne, 1901
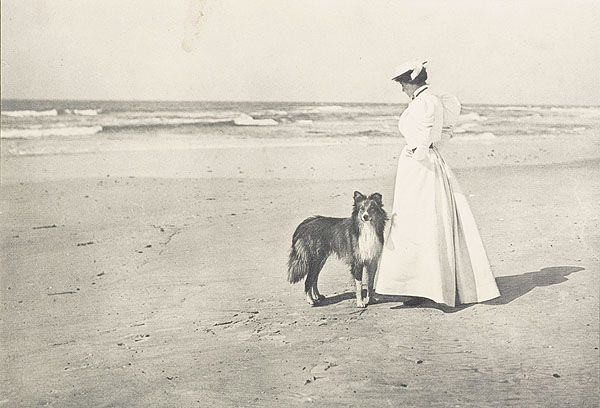
William D. Murphy, On the Beach, 1902